# Liste der Monuments historiques in Balloy
Die Liste der Monuments historiques in Balloy führt die Monuments historiques in der französischen Gemeinde Balloy auf.

## Liste der Objekte
| Bezeichnung                     | Beschreibung        | Standort                        | Kennzeichnung | Schutzstatus | Datum | Bild |
| ------------------------------- | ------------------- | ------------------------------- | ------------- | ------------ | ----- | ---- |
| Epitaph für Mathieu Chalemaison | Stein, Marmor, 1577 | in der Kirche St-Héracle (Lage) | PM77000046    | Classé       | 1977  |      |
| Erinnerungstafel                | Stein, 1626         | in der Kirche St-Héracle (Lage) | PM77002576    | Inscrit      | 1977  |      |
| Skulptur Johannes der Täufer    | Stein, um 1400      | in der Kirche St-Héracle (Lage) | PM77000045    | Classé       | 1980  |      |